# Vincent Bossou
Vincent Bossou (7 de fevereiro de 1986) é um futebolista profissional togolês que atua como defensor.

## Carreira
Vincent Bossou representou o elenco da Seleção Togolesa de Futebol no Campeonato Africano das Nações de 2017.